# Benalup-Casas Viejas
Benalup-Casas Viejas és una localitat de la província de Cadis, Andalusia, Espanya.L'any 2006 tenia 6.754 habitants. La seva extensió superficial és de 58 km² i té una densitat de 116,4 hab/km². Les seves coordenades geogràfiques són 36° 20′ N, 5° 48′ O. Està situada a una altitud de 112 metres i a 65 kilòmetres de la capital de la província, Cadis.

## Demografia
| 1996  | 1998  | 1999  | 2000  | 2001  | 2002  | 2003  | 2004  | 2005  |
| ----- | ----- | ----- | ----- | ----- | ----- | ----- | ----- | ----- |
| 5.971 | 6.179 | 6.286 | 6.305 | 6.342 | 6.371 | 6.610 | 6.706 | 6.754 |

## Història
En aquesta localitat es van produir els Fets de Casas Viejas, realitzats per anarquistes que pertanyien a cercles propers a la FAI, amb l'objectiu d'implantar el comunisme llibertari.